# Panaxia tripunctaria
Panaxia tripunctaria là một loài bướm đêm thuộc phân họ Arctiinae, họ Erebidae.